# Almen
Almen (Nedersaksisch: Alm'm) is een dorp dat deel uitmaakt van de gemeente Lochem in de Nederlandse provincie Gelderland. Almen heeft 1.245 inwoners (1 januari 2023).

## Ligging en bijzonderheden
Almen ligt tussen het Twentekanaal en de Berkel in het noordwesten van de Achterhoek. Het dorp ligt te midden van agrarisch gebied en landgoederen en natuurgebieden zoals De Ehze, Velhorst, Kienveen, Grote Veld en 't Waliën (Warnsveld). Het kenmerkende landschap is het coulisselandschap. Op 5 tot 10 kilometer afstand liggen de plaatsen Zutphen, Warnsveld, Gorssel, Eefde, Harfsen, Laren (Gelderland), Vorden en Lochem.
In het hart van het dorp liggen de Dorpskerk, de Julianaschool, het meestershuis en het dorpshuis Ons Huis, rondom het dorpsplein met oude Hollandse lindebomen.
De Dorpskerk Almen, waarvan het oudste deel (de kerktoren) uit de veertiende eeuw dateert, bevat een crypte met gemummificeerde lichamen, net als in het Friese Wieuwerd, deze zijn echter niet te bezichtigen. De doopvont van Bentheimer zandsteen is zeer bijzonder en dateert waarschijnlijk uit de elfde eeuw. De eerste vermelding van Almen komt voor in de lijst van bezittingen van graaf Hendrik van Dale uit 1188.
Almen kent tientallen verenigingen en clubs variërend van voetbalclub SV Almen, atletiek, tennis en waterpolo, tot koorzang, schaken en filmhuis.
Almen en omgeving beschikken over verschillende verblijfsmogelijkheden voor toeristen. Het hotel 'Ehzerwold' is gevestigd in het voormalige P.W. Janssen Ziekenhuis. Aan de zuidkant van het dorp aan de Berkel ligt het openluchtzwembad 'de Berkel'.
In 2014 is het waterschap Rijn en IJssel de rivier de Berkel vanaf Almen naar Zutphen gaan hermeanderen. Hierdoor is het weer een dynamische rivier die, zoals vroeger, door het landschap slingert. Daardoor is het water schoner, het Berkeldal natuurlijker en is er meer ruimte voor de rivier bij hoogwater. Ook is er hierdoor meer gelegenheid voor recreatie gekomen.
Ten oosten van Almen ligt aan de Berkel de Staringkoepel, een historische theekoepel uitkijkend op het Berkeldal, die vanuit het zuiden met een voetveer te bereiken is.
In 2003 werd de Ehzerbrug over het Twentekanaal gebruikt als locatie voor de film Pietje Bell 2: De Jacht op de Tsarenkroon.

## Evenementen
Jaarlijks rond half juni is er het Almens feest georganiseerd door de Oranjevereniging van vrijdag tot en met zondag. Vaste onderdelen zijn onder meer de kinderoptocht op vrijdag en de gekostumeerde stoelendans met medewerking van muziekvereniging Juliana, het gezamenlijk lunchbuffet, het vogelschieten en de zeskamp op zaterdag.

## Bekende inwoners
Diverse bekende personen hebben in Almen vertoefd. Op het landgoed Velhorst woonde in de 19e eeuw de hoogleraar Allard Pierson. Een bekende Nederlandse die gedurende haar leven jaarlijks kwam logeren in het plaatselijke hotel 'de Hoofdige Boer' was Majoor Bosshardt.
De sporen van de dichter Staring, die een groot deel van zijn leven heeft doorgebracht op kasteel De Wildenborch bij Vorden en zijn bijdrage probeerde te leveren aan de vooruitgang van de landbouw, zijn nog goed zichtbaar. Dat zijn streven naar modernisering hem niet altijd in dank werd afgenomen, verwoordt hij in zijn gedicht 'De Hoofdige Boer' (hoofdig = koppig). Net buiten het dorp staat bij het in het gedicht bezongen bruggetje over de Laak een bordje met vier regels uit het gedicht:
Dit bekende gedicht van Staring begint met de regels 'Elk weet, waar ‘t Almensch Kerkje staat, en kent de laan, die derwaart gaat'. Het heeft zo Almen zelf ook een zekere landelijke bekendheid gegeven. In 2018 werd midden in het dorp het museum Staal geopend, dat aandacht schenkt aan Staring en het land van Staring, de Achterhoek.
In 1472 werd Aliden, de dienstbode van de pastoor te Almen, wegens hekserij levend verbrand. Ze is de eerste vrouw in Nederland van wie bekend is dat ze wegens een beschuldiging van hekserij op de brandstapel terecht kwam. In het gedicht 'De Hoofdige Boer' schrijft Staring:
Van toen de meid per bezemstok, Den schoorsteen uit daarover trok, Tot, na verloop van eeuw en dag, De Tooverkunst begraven lag.

## Afbeeldingen

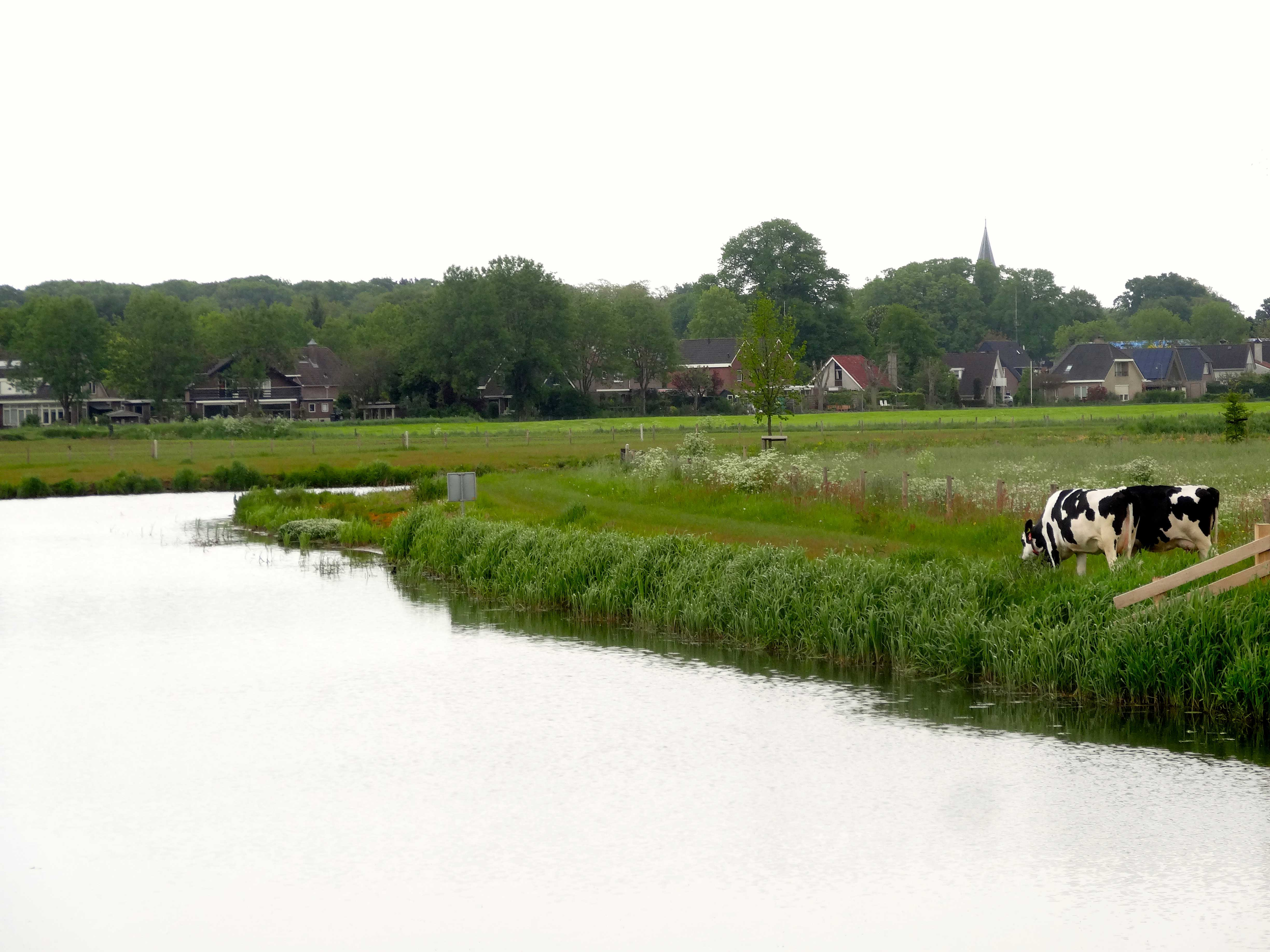
Zicht op Almen aan de Berkel
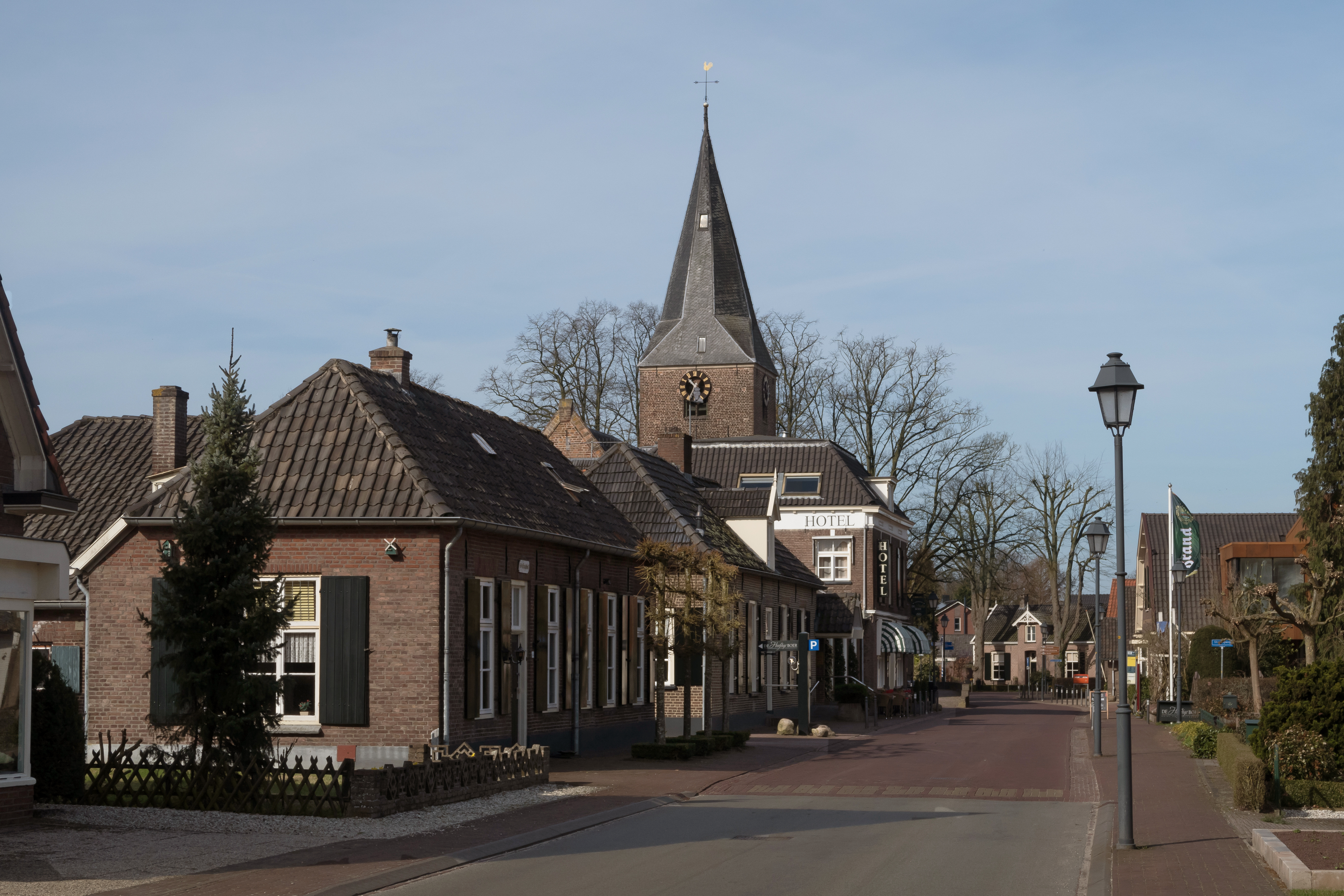
Almen met kerk
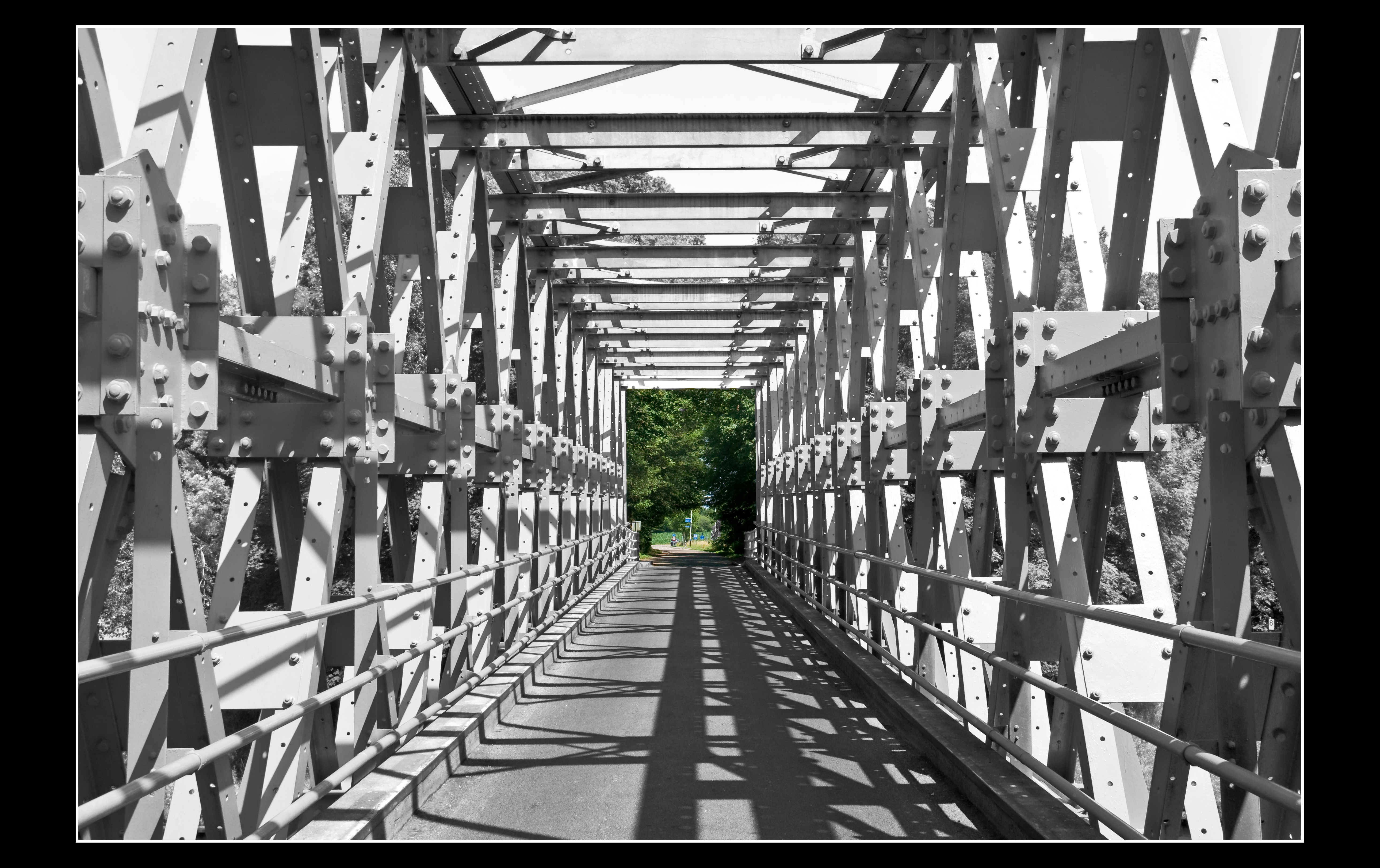
Almen, Ehzerbrug over het Twentekanaal

## Openbaar vervoer
Almen wordt van maandag t/m vrijdag aangedaan door buslijn 58 (Zutphen - Borculo) en in het weekend door buslijn 450 (Zutphen - Laren).

### Station
Almen ligt aan de spoorlijn Zutphen - Glanerbrug. Het gebouw van station Laren-Almen bestaat nog maar is sinds 1938 echter niet meer in gebruik als station. Daar de treinen van de spoorlijn Zutphen-Oldenzaal elkaar hier kruisen wordt indien noodzakelijk wel gestopt maar kan niet worden in of uitgestapt.

## Geboren in Almen
- Thiman Johan van Lintelo, heer van Ehze, Lathmer, Langentrier en Walfort en richter en drost van Bredevoort, van Esch en Witmond, 1638
- Françoise van der Borch van Verwolde, weduwe Andries Bonger; 1887
- Henk Aalderink (1949-2015), burgemeester

## Woonachtig geweest in Almen
- Johan Wagenaar, componist, muziekpedagoog, dirigent en organist
- Constant Martens, laatste telg van het geslacht Martens
- Willem Berkhemer, beeldhouwer en voordrachtskunstenaar
- Ludwig Otten, componist en muziekpedagoog
- Kees den Engelse, politicus

## Overleden in Almen
- Aliden des papen maghet, vroedvrouw, dienstbode, kruidengenezeres, 1472 (levend verbrand)
- Allard Pierson, predikant, theoloog, geschied- en taalkundige; 1896
- Edzard Jacob Bosch van Rosenthal, verzetsstrijder; 1945
- Françoise van der Borch van Verwolde, weduwe Andries Bonger; 1975
- Jeanne Bieruma Oosting, aquarellist, beeldhouwer, etser, graficus, lithograaf, illustrator, glasschilder, kunstschilder, tekenaar, en boekbandontwerper; 1994
- Arend Joan Rutgers, fysisch chemicus; 1998
- Lou Vleugelhof, dichter; 2019
- Fransje Roscam Abbing-Bos, politica; 2019